# Caterthuns

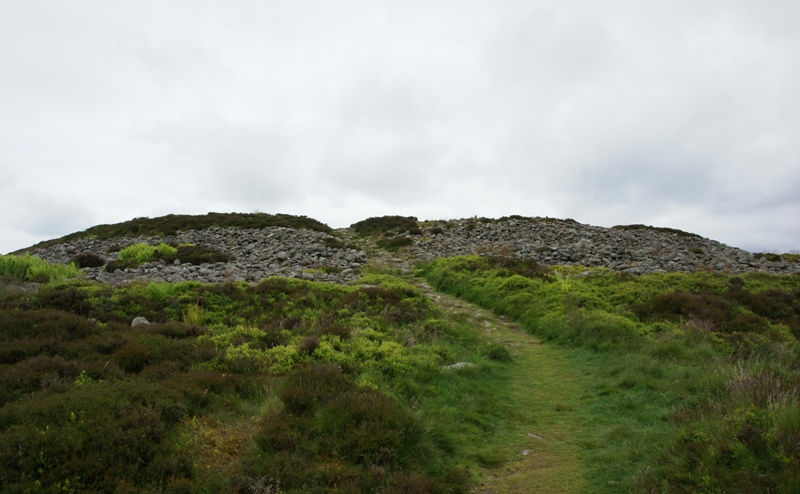
De White Caterthun.

De Caterthuns zijn twee heuvelforten uit de ijzertijd. De oudste staat bekend als de Brown Caterthun, de jongste als de White Caterthun. De forten zijn
6,4 kilometer ten noordoosten van Brechin gelegen in de Schotse regio Angus.

## Geschiedenis
De Caterthuns werden gebouwd tussen 500 v. Chr. en het begin van de jaartelling.
In de Brown Caterthun (Bruine Caterthun) zijn geen sporen gevonden van een nederzetting, landbouw of een watervoorziening. Het is daarom waarschijnlijk dat dit fort voor andere doeleinden werd gebouwd. De Brown Caterthun lijkt moeilijk verdedigbaar en had wellicht een meer sociale of symbolische functie.
De White Caterthun (Witte Caterthun) is van latere datum dan de Brown Caterthun. Het is waarschijnlijk dat de Brown Caterthun was verlaten toen de White Caterthun werd gebouwd.

## Bouw

### Brown Caterthun
De Brown Caterthun (56° 47' 28" N 2° 43' 45" W) bestaat uit vier parallelle, aarden verhogingen en greppels. Er zijn verscheidene toegangen, waarvan sommige lopen via een met een palissade geflankeerde route.
De verhogingen zijn gemaakt van steen en turf. In de 21e eeuw zijn deze begroeid met heide. Dit geeft een overwegend bruine kleur, vandaar de naam Brown Caterthun.
De binnenste versterking bestond uit een massieve stenen muur met een enkele ingang aan de noordzijde. Deze versterking beslaat een oppervlakte van zestig bij tachtig meter. Met de vijf omringende versterkingen meegerekend komt de totale oppervlakte uit op ongeveer 330 bij 300 meter.

### White Caterthun
De White Caterthun (56° 47' 2" N 2° 44' 31" W) is een ovaal fort gevormd door een stenen verhoging, een greppel en daar weer omheen verscheidene aarden ophogingen.
De stenen verhoging gemaakt via de stapelmuur-techniek, is ingestort en geeft een 'witte' kleur, vandaar de naam White Caterthun.
Er zijn twee muren van stenen, die zes en 12 meter breed zijn. De oppervlakte van het fort is 150 bij 60 meter.

## Beheer
De Caterthuns worden beheerd door Historic Environment Scotland.